# Denov
Denov es una localidad de Uzbekistán, en la provincia de Surjandarín.
Se encuentra a una altitud de 511 m sobre el nivel del mar. 

## Demografía
Según estimación 2010 contaba con una población de 97196 habitantes.